# Rue François-Bonvin
Pour les articles homonymes, voir François Bonvin et Bonvin.
La rue François-Bonvin est une rue du 15e arrondissement de Paris, en France.

## Situation et accès
La rue François-Bonvin se situe dans le nord du 15e arrondissement. Il s'agit d'une voie rectiligne de 270 m de long, orientée nord-nord-ouest/sud-sud-est. Elle débute au nord sur la rue Miollis et se termine au sud sur la rue Lecourbe.
La voie est numérotée du nord au sud, les numéros impairs se situant à gauche lorsqu'on la remonte, les numéros pairs à droite.

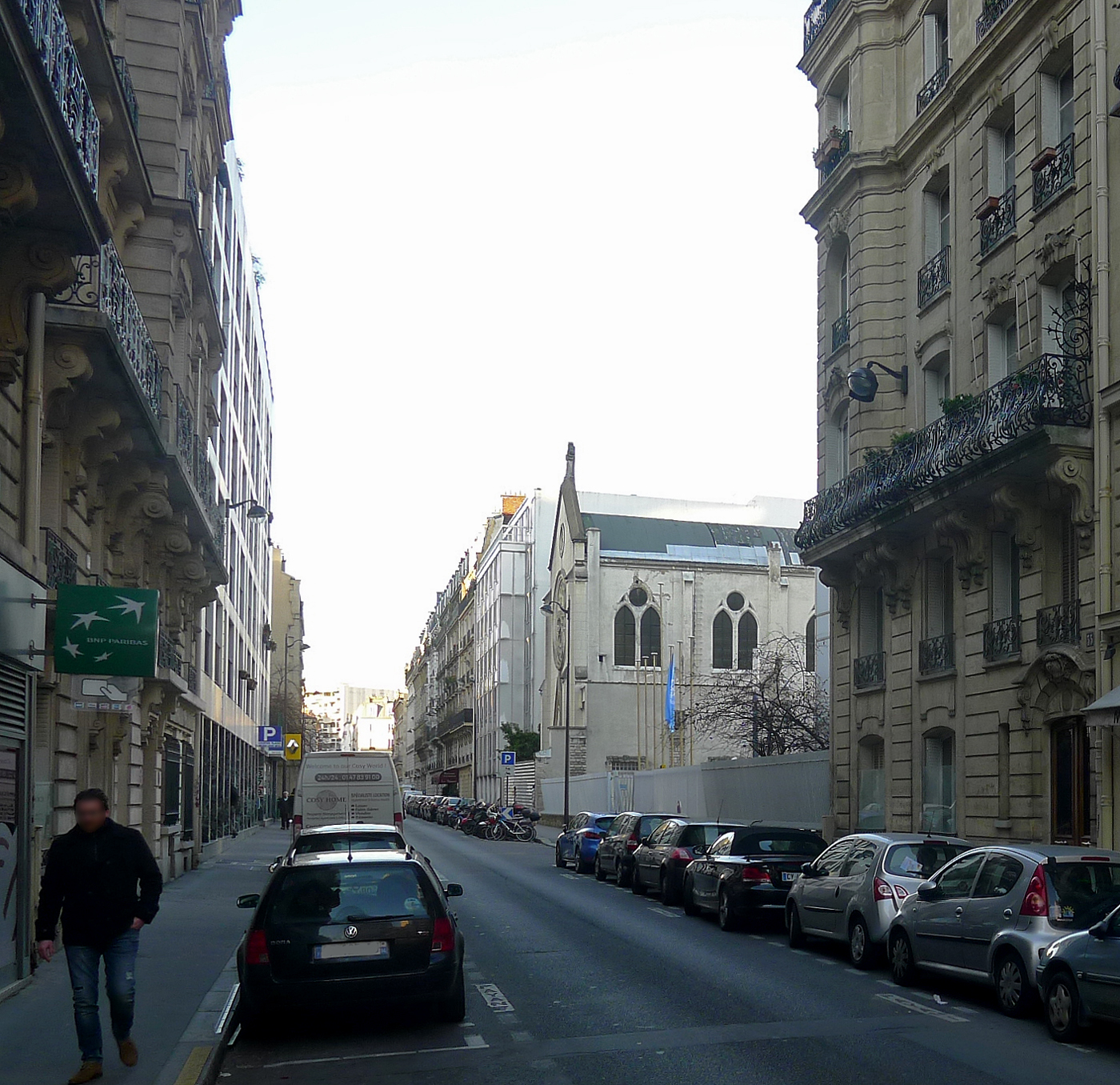
Rue au niveau de l'église Sainte-Rita.

La rue François-Bonvin est située à peu près dans le prolongement de la rue Clouet, qui s'ouvre de l'autre côté de la rue Miollis. Au sud, de l'autre côté de la rue Lecourbe, la rue des Volontaires débute, légèrement décalée vers l'ouest. En dehors de ses extrémités, la rue François-Bonvin n'est rejointe que par la rue du Colonel-Colonna-d'Ornano, qui s'ouvre sous un immeuble entre les nos 14 et 16.
Les stations de métro les plus proches sont Cambronne (ligne 6), 200 m au nord-ouest, Ségur (ligne 10), 300 m au nord-est, et Sèvres - Lecourbe (ligne 6), 400 m à l'est. Les bus 39, 80 et 89 marquent également l'arrêt dans un sens rue Lecourbe, à l'extrémité de la rue.

## Origine du nom
Elle porte le nom du peintre François Bonvin (1817-1887), peintre et graveur français. 

## Historique
La voie est ouverte en 1885. En 1890, elle reçoit le nom de « rue François-Millet », tandis qu'une rue du 16e arrondissement reçoit le nom de « rue François-Bonvin ». En 1891, la dénomination des deux rues est échangée : la voie du 15e arrondissement devient la « rue François-Bonvin », tandis que celle du 16e devient la « rue François-Millet ». Entre 1883 et 1890, l'actuelle rue Antoine-Roucher, également dans le 16e, a aussi porté le nom de François Millet,,.
Le 16 avril 1918, durant la Première Guerre mondiale, un obus lancé par la Grosse Bertha explose dans l'usine Schneider qui fabriquait des fusées de projectiles et employait jusqu'à 13 500 personnes sise no 2 rue François-Bonvin .

## Bâtiments remarquables et lieux de mémoire
- No 27 : église Sainte-Rita, édifice de style néo-gothique bâti en 1900[7].
- Nos 29-31 : entrée de l'annexe Miollis de l'Unesco.